# فیورد۱
فیورد۱ (انگلیسی: Fjord1) شرکت ترابری و کشتیرانی نروژی است، که در سال ۲۰۰۱ تأسیس شد.